# Aitara
Der Aitara (auch Foho Aitara, indonesisch Gunung Aitara) ist ein Hügel in Osttimor mit einer Höhe von 755 m. Er liegt im Suco Manlala (Verwaltungsamt Soibada, Gemeinde Manatuto), etwa eine Meile nördlich des Ortes Soibada.
Auf seinem Gipfel befindet sich ein großer Banyan-Baum. Dieser Ort gilt seit jeher als heilig (lulik). Neben dem Baum befindet sich ein Marienschrein, der der Heiligen Mutter von Aitara (Nossa Senhora de Aitara) geweiht ist. Sie soll hier an einem 16. Oktober mehreren Frauen erschienen sein, weswegen in Soibada um 1900 eine Mission errichtet wurde. Die den Schrein umgebende, moderne Kapelle ist auf dem Fundament der Kapelle aus der Kolonialzeit errichtet worden. Sie ist heute ein nationaler Pilgerort, an dem mit einer großen Feier jährlich der Erscheinung gedacht wird. Mehrere hundert Menschen kommen am Jahrestag zum Schrein.
Papst Franziskus erklärte 2024 in einer Botschaft: „Ich vertraue Osttimor und sein ganzes Volk dem Schutz der Muttergottes von Aitara an.“ Zuvor hatte bereits Johannes Paul II. in einer Botschaft Aitara erwähnt: „Indem ich Ihnen allen einen herzlichen Apostolischen Segen erteile, rufe ich für die Behörden der Demokratischen Republik Osttimor und für alle, die sich für eine gedeihliche und heitere Zukunft einsetzen, den göttlichen Beistand und die Fürsprache der Unbefleckten Maria an, die Sie liebevoll unter dem Titel „Jungfrau von Aitara“ anrufen.“ Sie wird auch als Friedensbringerin für das Land verehrt. Parallelen zur portugiesischen Jungfrau von Fatima sind erkennbar.

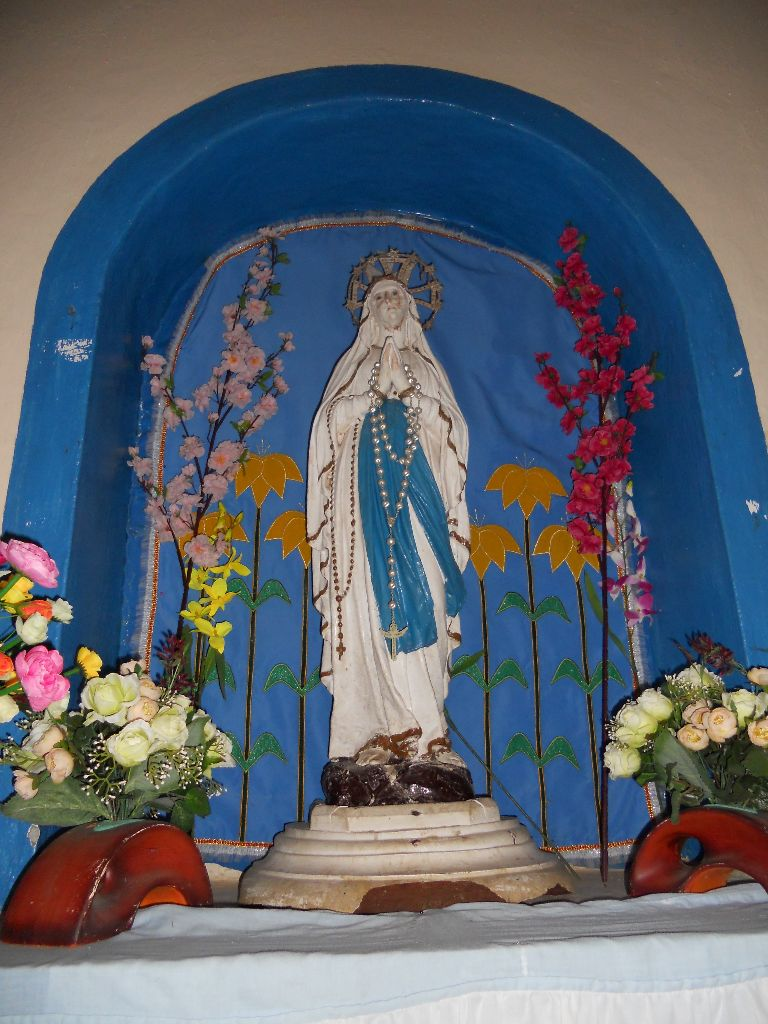
Altar mit der Heiligen Mutter von Aitara
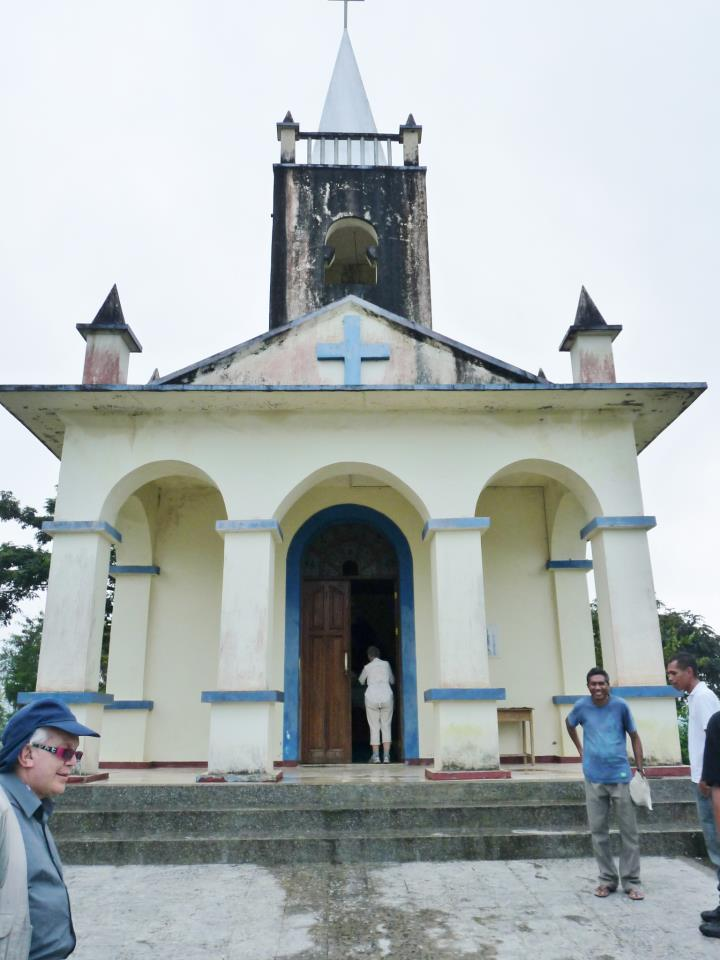
Kapelle vor der Renovierung
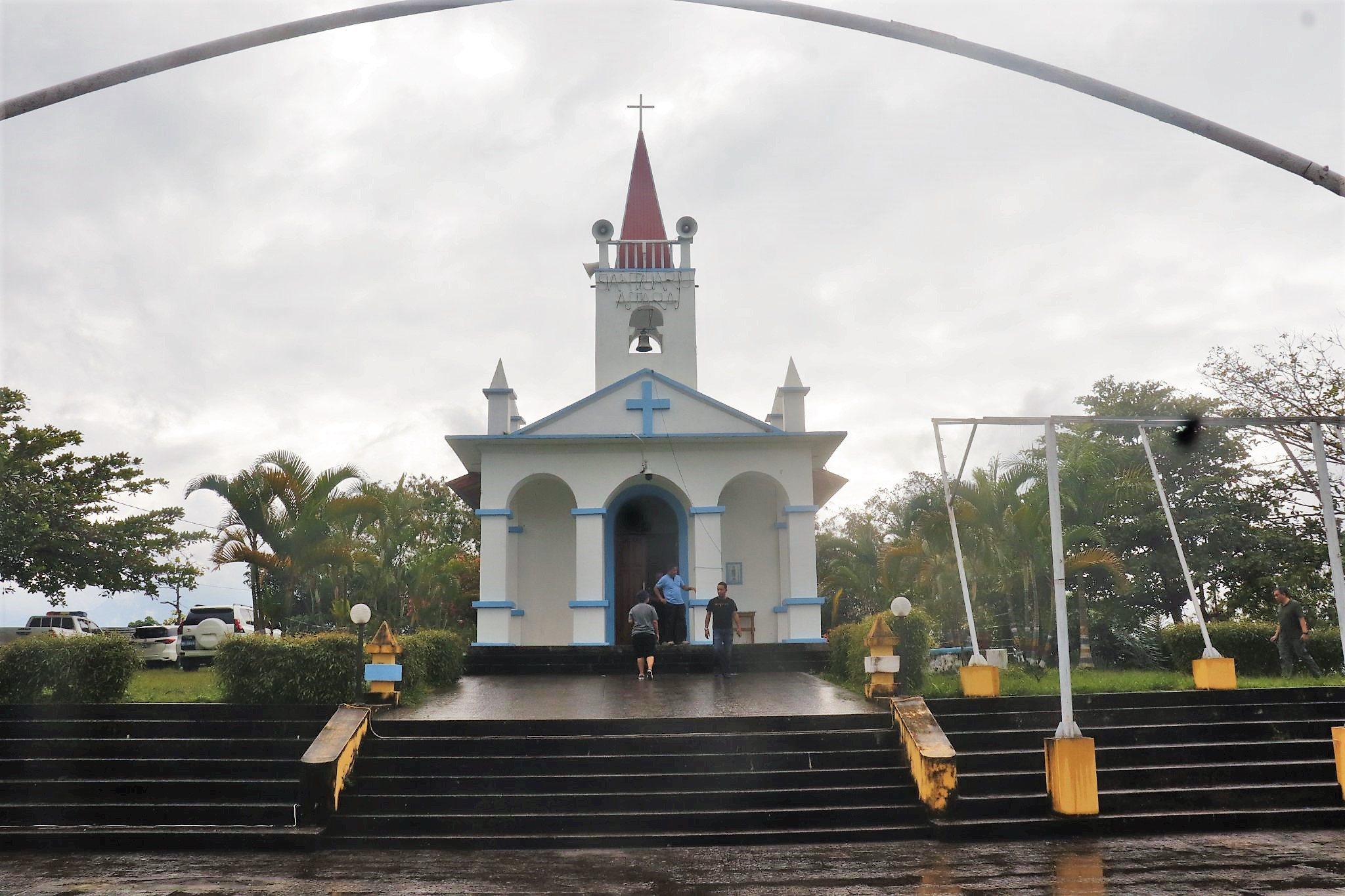
Kapelle nach der Renovierung
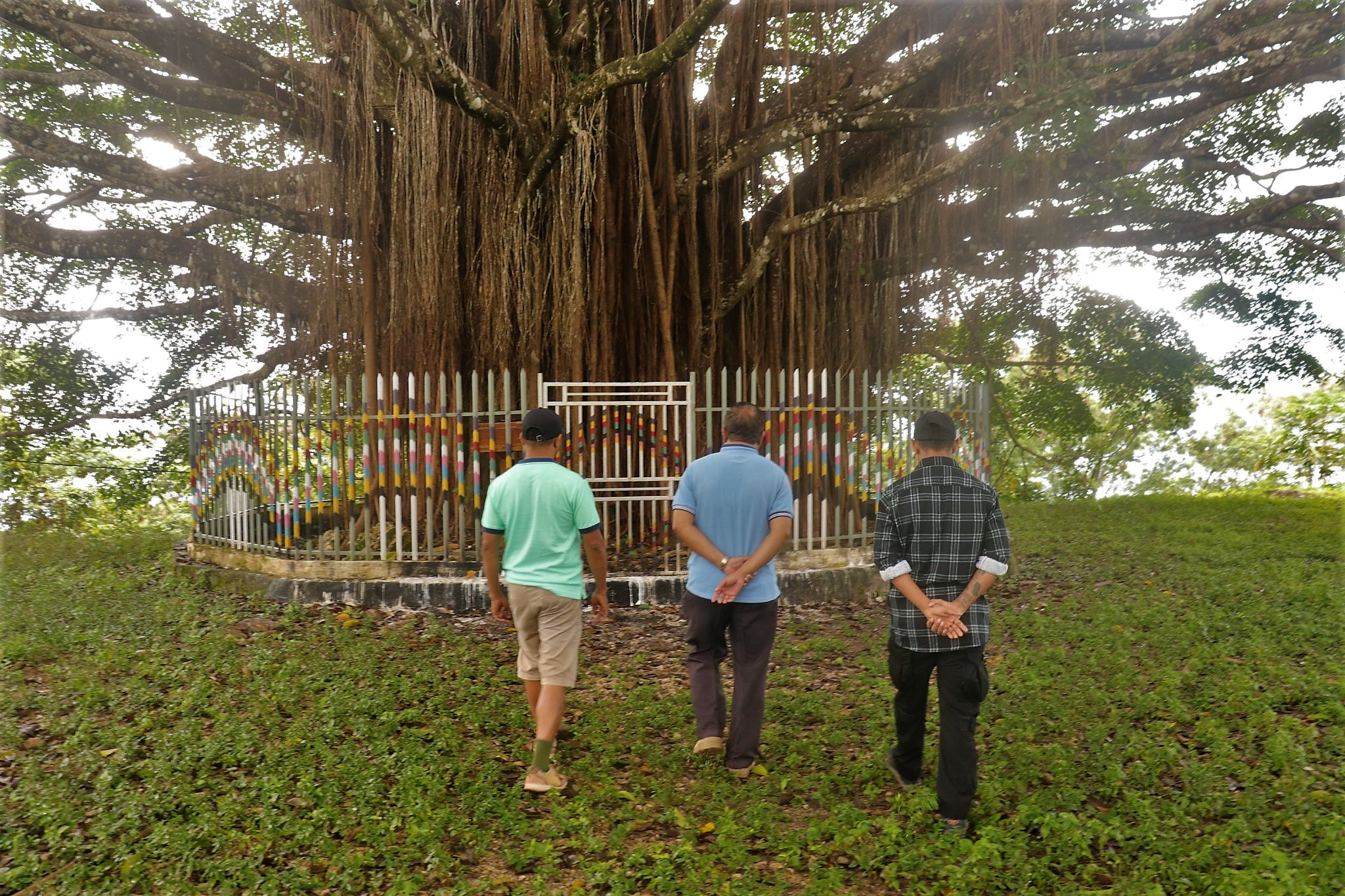
Später wurde der Banyan-Baum eingezäunt